# Johanna Hjertberg
Johanna Hjertberg, född 19 september 1997, är en svensk seglare som tävlar i vindsurfing, som hon kommer att tävla i vid olympiska sommarspelen 2024.

## Karriär
Hjertberg blev vid världscupseglingarna i Heyres i april 2024 trea, vilket innebar att hon säkrade en kvotplats till OS för Sverige i vindsurfing. I maj 2024 blev hon officiellt uttagen till att medverka i olympiska sommarspelen 2024.